# Grande Prêmio da Alemanha de 1973
Resultados do Grande Prêmio da Alemanha de Fórmula 1 realizado em Nürburgring à 5 de agosto de 1973. Décima primeira etapa da temporada, nele ocorreu a vigésima sétima vitória do piloto britânico Jackie Stewart, a última de sua carreira.

## Classificação da prova
| Pos. | Nº | Piloto               | Construtor        | Voltas | Tempo/Diferença      | Grid | Pontos |
| ---- | -- | -------------------- | ----------------- | ------ | -------------------- | ---- | ------ |
| 1    | 5  | Jackie Stewart       | Tyrrell-Ford      | 14     | 1:42:03.0            | 1    | 9      |
| 2    | 6  | François Cevert      | Tyrrell-Ford      | 14     | + 1.6                | 3    | 6      |
| 3    | 30 | Jacky Ickx           | McLaren-Ford      | 14     | + 41.2               | 4    | 4      |
| 4    | 24 | José Carlos Pace     | Surtees-Ford      | 14     | + 53.8               | 11   | 3      |
| 5    | 11 | Wilson Fittipaldi    | Brabham-Ford      | 14     | + 1:19.9             | 13   | 2      |
| 6    | 1  | Emerson Fittipaldi   | Lotus-Ford        | 14     | + 1:24.3             | 14   | 1      |
| 7    | 31 | Jochen Mass          | Surtees-Ford      | 14     | + 1:25.2             | 15   |        |
| 8    | 17 | Jackie Oliver        | Shadow-Ford       | 14     | + 1:25.7             | 17   |        |
| 9    | 8  | Peter Revson         | McLaren-Ford      | 14     | + 2:11.8             | 7    |        |
| 10   | 26 | Henri Pescarolo      | Iso-Marlboro-Ford | 14     | + 2:22.5             | 12   |        |
| 11   | 9  | Rolf Stommelen       | Brabham-Ford      | 14     | + 3:27.3             | 16   |        |
| 12   | 7  | Denny Hulme          | McLaren-Ford      | 14     | + 3:38.7             | 8    |        |
| 13   | 12 | Graham Hill          | Shadow-Ford       | 14     | + 3:49.0             | 20   |        |
| 14   | 23 | Mike Hailwood        | Surtees-Ford      | 13     | + 1 volta            | 18   |        |
| 15   | 18 | David Purley         | March-Ford        | 13     | + 1 volta            | 22   |        |
| 16   | 15 | Mike Beuttler        | March-Ford        | 13     | + 1 volta            | 19   |        |
| Ret  | 10 | Carlos Reutemann     | Brabham-Ford      | 7      | Motor                | 6    |        |
| Ret  | 19 | Clay Regazzoni       | BRM               | 7      | Motor                | 10   |        |
| Ret  | 16 | George Follmer       | Shadow-Ford       | 5      | Acidente             | 21   |        |
| Ret  | 20 | Jean-Pierre Beltoise | BRM               | 4      | Câmbio               | 9    |        |
| Ret  | 21 | Niki Lauda           | BRM               | 1      | Acidente             | 5    |        |
| Ret  | 2  | Ronnie Peterson      | Lotus-Ford        | 0      | Ignição              | 2    |        |
| DNS  | 25 | Howden Ganley        | Iso-Marlboro-Ford |        | Acidente nos treinos |      |        |

## Tabela do campeonato após a corrida
|   | Pos. | Piloto             | Pontos |
| - | ---- | ------------------ | ------ |
|   | 1    | Jackie Stewart     | 60     |
| 1 | 2    | François Cevert    | 45     |
| 1 | 3    | Emerson Fittipaldi | 42     |
|   | 4    | Ronnie Peterson    | 25     |
|   | 5    | Peter Revson       | 23     |

|  | Pos. | Construtor   | Pontos  |
|  | ---- | ------------ | ------- |
|  | 1    | Tyrrell-Ford | 71 (75) |
|  | 2    | Lotus-Ford   | 59 (63) |
|  | 3    | McLaren-Ford | 42      |
|  | 4    | Brabham-Ford | 14      |
|  | 5    | Ferrari      | 12      |

- Nota: Somente as primeiras cinco posições estão listadas. Em 1973 os pilotos computariam sete resultados nas oito primeiras corridas do ano e seis nas últimas sete. Neste ponto esclarecemos: na tabela dos construtores figurava somente o melhor colocado dentre os carros do mesmo time.